# ایمره کومورا
ایمره کومورا (مجاری: Imre Komora) (زادهٔ ۵ ژوئن ۱۹۴۰ – درگذشتهٔ ۱۵ اوت ۲۰۲۴) بازیکن فوتبال اهل مجارستان بود.
از باشگاه‌هایی که در آن بازی کرده‌است می‌توان به باشگاه فوتبال بوداپست هونود اشاره کرد.
وی به‌همراه تیم ملی فوتبال مجارستان در بازی‌های المپیک تابستانی ۱۹۶۴ به مقام قهرمانی دست پیدا کرده بود.